# Erucastrum virgatum
Erucastrum virgatum là một loài thực vật có hoa trong họ Cải. Loài này được C.Presl mô tả khoa học đầu tiên năm 1826.